# Ofisa Tonu'u
Ofisa Francis Junior Tonu'u (Wellington, 3 febbraio 1970) è un ex rugbista a 15 neozelandese, in carriera attivo come mediano di mischia, internazionale per Samoa e per la Nuova Zelanda.
Tonu'u è nato in Nuova Zelanda da genitori samoani (ha entrambi i passaporti).

## Carriera
Dopo la squadra del college (il Rongotai College), passò ai Wellington Colts.
Nel 1992 esordì con la nazionale samoana, con cui giocò, nella stagione '92-'93, 14 incontri fra i quali anche uno contro gli All Blacks. In quella stessa stagione cambiò club, passando agli Auckland Blues.
Fu chiaro che il suo livello poteva consentirgli di giocare al livello della nazionale neozelandese, e Tonu'u nel 1994 rinunciò alla nazionale samoana per puntare a quella del proprio paese (cosa consentita dai regolamenti internazionali dell'epoca).
Nei due anni successivi giocò alcuni incontri con selezioni nazionali minori, finché fece il suo esordio nella partita del 6 agosto 1996 contro il Boland Invitation XV (mise a segno una meta). L'esordio in un test-match internazionale avvenne un anno dopo contro la nazionale figiana. In totale, Tonu'u ha giocato 8 incontri (di cui 5 test match) con gli All Blacks.
A livello di club, ha giocato ad Auckland fino al 1999, quando si è trasferito in Inghilterra, ai London Irish. Dopo una stagione, il trasferimento in Galles ai Newport RFC.

## Palmarès
- Super 12: 2
Auckland Blues: 1996, 1997